# 七北田ダム
七北田ダム（ななきたダム）は、宮城県仙台市泉区福岡、二級河川・七北田川水系七北田川に建設されたダムである。
宮城県土木部河川課・仙台地方ダム総合事務所が管理する都道府県営ダムで、堤高74.0mのロックフィルダムである。旧泉市（現・仙台市泉区）から仙塩地区を流れる二級河川・七北田川の治水と、仙台市・塩竈市への上水道供給を目的とした補助多目的ダムであり、釜房ダム（碁石川）・大倉ダム（大倉川）・七ヶ宿ダム（白石川）などと共に東北最大の都市・仙台市の水がめとなっている。

## 歴史
- 1974年 - 工事着手
- 1983年 - ダム本体コンクリート打設完了
- 1984年 - 貯水開始・ダム完成
- 2017年11月1日 - ネーミングライツ契約の締結により愛称が「うしちゃんファーム七北田ダム」となる[1]。